# Japira
Japira ist ein brasilianisches Munizip im Norden des Bundesstaats Paraná. Es hat 4.972 Einwohner (2022), die sich Japirenser nennen. Seine Fläche beträgt 188 km². Es liegt 665 Meter über dem Meeresspiegel.

## Etymologie
Die ersten Siedler entdeckten immer wieder einen Vogel von schwarzer und rötlicher Farbe, den die Indianer Japuyra nannten. So entstand der Name Japira in Anlehnung an diesen Vogel. Zunächst wurde der Bahnhof Estação de Japyra genannt, daraus wurde später der Name der Stadt.

## Geschichte

### Besiedlung
In den 1920er Jahren wurde mit dem Bau der Nebenbahn Barra Bonita / Rio do Peixe begonnen, die an der Station Wenceslau Braz der Paranapanema-Zweigbahn  abzweigt, um über Barra Bonita (im Munizip Ibaiti) die Kohleminen in der Region Figueira und Cambuí zu erreichen.
Der Grundbesitzer Oberst Joaquim Pedro de Oliveira besaß im Munizip Tomazina ein großes Stück Land zwischen Rio Laranjinha und Rio das Cinzas, durch das die in südlicher Richtung verlaufende Eisenbahnlinie gebaut werden sollte. Er stiftete Flächen für den Bau eines Bahnhofs. Der Bahnhof Japira wurde am 15. November 1924 eingeweiht. Der Name wurde von dem Ingenieur Francisco Bittencourt vorgeschlagen. Es dauerte nicht lange, und es wurden rund um den Bahnhof Dutzende von Häusern gebaut, die im Laufe der Jahre immer mehr wurden.
Im Jahr 1950 begann der Bau der neuen Kirche. Die erste Messe wurde am 13. Juni 1952 von Erzbischof Geraldo de Proença Sigaud gefeiert. Die Kirche wurde Santo Antônio de Lisboa (Antonius von Padua) geweiht.

### Erhebung zum Munizip
Japira wurde durch das Staatsgesetz Nr. 790 vom 14. November 1951 aus Tomazina ausgegliedert und in den Rang eines Munizips erhoben. Es wurde am 14. Dezember 1952 als Munizip installiert.

## Geografie

### Fläche und Lage
Japira liegt auf dem Segundo Planalto Paranaense (der Zweiten oder Ponta-Grossa-Hochebene von Paraná). Seine Fläche beträgt 188 km². Es liegt auf einer Höhe von 665 Metern.

### Vegetation
Das Biom von Japira ist Mata Atlântica.

### Klima
Das Klima ist gemäßigt warm. Es werden hohe Niederschlagsmengen verzeichnet (1311 mm pro Jahr). Die Klimaklassifikation nach Köppen und Geiger lautet Cfa. Im Jahresdurchschnitt liegt die Temperatur bei 20,4 °C.

### Gewässer
Japira liegt im Einzugsgebiet des Rio das Cinzas zwischen Rio Laranjinha und Rio das Cinzas.

### Straßen
Japira liegt an der BR-272 von Itararé nach Guaira, über die man Ibaiti und die BR-153 im Westen und Tomazina im Osten erreicht.

### Nachbarmunizipien
|        | Jundiaí do Sul und Conselheiro Mairinck     | Jaboti   |
| Ibaiti | Kompassrose, die auf Nachbargemeinden zeigt | Pinhalão |
|        |                                             |          |

## Stadtverwaltung
Bürgermeister: Angelo Marcos Vigilato, PSB (2021–2024)
Vizebürgermeister: Paulinho Morfinati, PSB (2021–2024)

## Demografie

### Bevölkerungsentwicklung
| Jahr | Einwohner | Stadt | Land |
| ---- | --------- | ----- | ---- |
| 1960 | 6.498     | 13 %  | 87 % |
| 1970 | 8.306     | 10 %  | 90 % |
| 1980 | 5.774     | 21 %  | 79 % |
| 1991 | 4.834     | 38 %  | 62 % |
| 2000 | 4.901     | 47 %  | 53 % |
| 2010 | 4.903     | 56 %  | 44 % |
| 2022 | 4.972     |       |      |

Quelle: IBGE (2011) und Volkszählung 2022

### Ethnische Zusammensetzung
| Gruppe * | 1991    | 2000    | 2010    | wer sich als …                                                                   |
| --- | ------- | ------- | ------- | -------------------------------------------------------------------------------- |
| Weiße | 69,3 %  | 79,2 %  | 67,6 %  | weiß bezeichnet                                                                  |
| Schwarze | 2,9 %   | 3,6 %   | 5,6 %   | schwarz bezeichnet                                                               |
| Gelbe | 0,0 %   | 0,4 %   | 1,0 %   | von fernöstlicher Herkunft wie japanisch, chinesisch, koreanisch etc. bezeichnet |
| Braune | 27,7 %  | 16,4 %  | 24,8 %  | braun oder als Mischung aus mehreren Gruppen bezeichnet                          |
| Indigene | 0,1 %   | 0,3 %   | 1,0 %   | Ureinwohner oder Indio bezeichnet                                                |
| ohne Angabe | 0,0 %   | 0,1 %   | 0,0 %   |                                                                                  |
| Gesamt | 100,0 % | 100,0 % | 100,0 % |                                                                                  |
| *) Das IBGE verwendet für Volkszählungen ausschließlich diese fünf Gruppen. Es verzichtet bewusst auf Erläuterungen. Die Zugehörigkeit wird vom Einwohner selbst festgelegt. |         |         |         |                                                                                  |

Quelle: IBGE (Stand: 1991, 2000 und 2010)

## Umgebung
Zwölf Kilometer nördlich des Kernorts steht der Pico Agudo (etwa 900 Meter hoch) an der BR-153. Er ist beliebt bei Drachen- und Gleitschirmfliegern. Sein Gipfel bietet eine weite Aussicht über das Land zwischen Rio Laranjinha und Rio das Cinzas.